# Ryōsuke Yamada
Ryōsuke Yamada (山田 涼介 Yamada Ryōsuke?,  Tokio, Japón, 9 de mayo de 1993) es un idol, actor, cantante, compositor y modelo japonés, actualmente miembro del grupo masculino Hey! Say! JUMP. Está afiliado a Johnny & Associates. 
Yamada saltó a la fama como idol adolescente en 2007, tras aparecer en la serie de televisión Tantei Gakuen Q. El mismo año debutó como cantante al ser miembro de Hey! Say! JUMP; lanzando su sencillo debut, Mystery Virgin, en 2013. Yamada alcanzó una gran fama como solista y se convirtió en el primer artista masculino adolescente en 33 años en tener un primer sencillo número uno, además de ser uno de los dos únicos artistas en la historia en lograr este hito.
Como actor, es conocido por interpretar a Hajime Kindaichi en la franquicia de Kindaichi Shōnen no Jikenbō, y a Nagisa Shiota en la adaptación a acción real del manga Assassination Classroom. También interpretó a Edward Elric en la película de acción real Fullmetal Alchemist, estrenada el 1 de diciembre de 2017. Su interpretación de Nagisa Shiota en Assassination Classroom le valió el Premio de la Academia Japonesa en la categoría de "Mejor artista nuevo" en 2016, mientras que su papel como Semi en Grasshopper le valió el premios a "novato del año" en los Japan Film Critics Award de 2016.

## Biografía

### Primeros años
Yamada nació el 9 de mayo de 1993 en la ciudad de Tokio, Japón. Desde una edad muy temprana, deseaba convertirse en futbolista profesional y jugó dicho deporte durante la escuela primaria. También fue miembro juvenil del club Shonan Bellmare. Su madre, quien era fanática de KinKi Kids, envió una solicitud para una audición que reclutaba aprendices para futuros idols masculinos. La audición se llevó a cabo en el verano de 2004 y se emitió en un segmento del programa Ya-Ya-yah. Con apenas diez años, Yamada se convirtió en miembro de Johnny & Associates e hizo su primera aparición televisiva en agosto.
Comenzó a trabajar como bailarín suplente para los grupos Tackey & Tsubasa, NEWS, Kanjani8 y KAT-TUN, además de aparecer regularmente en The Shōnen Club desde el otoño de 2004.

### 2006–07: Hey! Say! JUMP
Tras su éxito como bailarín, Yamada también comenzó a actuar. En 2006, hizo su debut como actor en el drama de acción, Tantei Gakuen Q SP, donde interpretó a Ryu Amakusa. En abril de 2007, fue seleccionado para ser uno de los miembros de un grupo temporal, Hey! Say! JUMP. El grupo debutó con el sencillo Hey! Say!, lanzado el 1 de agosto de 2007. La banda fue creada por el propio Johnny Kitagawa y en ese entonces se anunció que solo estaría activa durante seis meses, hasta septiembre de 2007.
En julio de 2007, se lanzó una nueva serie de Tantei Gakuen Q y Yamada retomó su rol de Ryu Amakusa. La serie se convirtió en un gran éxito, con Yamada ganado fama como actor. En septiembre de 2007, Johnny & Associates anunció que Hey! Say! JUMP debutaría de forma oficial. Yamada fue seleccionado como uno de los diez (actualmente ocho) miembros. El grupo debutó el 14 de noviembre de 2007 con el sencillo Ultra Music Power.

## Discografía

### Hey! Say! JUMP
- JUMP No.1 (2010)
- JUMP World (2012)
- S3art (2014)
- JUMPing Car (2015)
- DEAR (2016)
- 2007-2017 IO (2017)
- SENSE or LOVE (2018)
- PARADE (2019)
- Fab! -Music speaks- (2020)
- FILMUSIC! (2022)

## Filmografía

### Dramas
- Tantei Gakuen Q SP (2006, NTV) como Amakusa Ryuu.
- Tantei Gakuen Q (2007, NTV) como Amakusa Ryuu.
- One-Pound Gospel (2008, NTV) como Mukoda Katsumi.
- Sensei wa Erai! SP (2008, NTV) como Gunjou Hayato.
- Furuhata Chuugakusei SP (2008, Fuji TV) como Furuhata Ninzaburo.
- Scrap Teacher (2008, NTV) como Takasugi Toichi.
- Niini no koto Wasurenaide (2009, NTV) como Yuji Kawai.
- Hidarime Tantei Eye SP (2009, NTV) como Ainosuke Tanaka.
- Hidarime Tantei Eye (2010, NTV) como Ainosuke Tanaka.
- Shirarezaru Bakumatsu no Shishi: Yamada Akiyoshi Monogatari (2012, TBS) como Yamada Akiyoshi.
- Risou no Musuko (2012, NTV) como Suzuki Daichi.
- Akiyoshi Monogatari (2012, TBS)
- Kindaichi Shonen No Jikenbo Hong Kong (2013, NTV) Como kindaichi Hajime.
- Cain & Abel (2016, Fuji TV ) como Yu Takada.

### Películas
- Assasination Classroom (2015) como Shiota Nagisa
- Grasshoper (2015) como Semi
- Assasination Classroom: The Graduation 2016 como Shiota Nagisa
- Fullmetal Alchemist (2017) como Edward Elric[9]
- Dai kaijū no ato shimatsu (2022) como Arata Obinata